# Maria Montull Rosell
Maria Montull Rosell (Cervera, 5 de gener de 1897 - Lleida, 23 de març de 1980) va ser la primera odontòloga catalana.
Filla d’una nissaga de dentistes de Lleida, estudià Odontologia entre 1913 i 1917: els dos primers cursos de Medicina, a Barcelona, i els dos de l'especialitat, a Madrid, on obtingué el títol el 26 de juliol de 1917. Maria Montull esdevenia la primera odontòloga catalana i la segona d’Espanya, després de la valenciana Josefina Landete Aragó. Encara com a estudiant ja havia participat en el VII Congrés Dental Español, celebrat a Barcelona el 1914. En acabar els estudis va muntar la seva consulta a Lleida el mateix mes de juliol de 1917.
En 1968, en arribar als 50 anys en l'exercici de la professió, el Col·legi d’Odontòlegs de Lleida li dedicà un homenatge.
Casada amb el metge estomatòleg Emili Reimat Mola, tingué dos fills: Emili i Carme, tots dos odontòlegs, els fills dels quals seguiren també la tradició familiar.